# Aethaloptera maxima
Aethaloptera maxima är en nattsländeart som beskrevs av Georg Ulmer 1906. Aethaloptera maxima ingår i släktet Aethaloptera och familjen ryssjenattsländor. Inga underarter finns listade i Catalogue of Life.